# Monastère de la Dormition d'Alexandrov
Le monastère de la Dormition ou monastère d'Alexandrov de femmes (en russe : Свято-Успенский Александровский женский монастырь ou Александровский женский монастырь) est un monastère orthodoxe de femmes, situé dans la Sloboda d'Alexandrov, sur le territoire de la ville d'Alexandrov, dans l'Oblast de Vladimir en Russie.

## Histoire du monastère
Au début du XVIIe siècle, la ville d'Alexandrov est fortement endommagée par les troupes polonaises dirigées par Jean Pierre Sapieha.
En 1642, le moine Hilarion, appelé Lucien en religion, venu du monastère de l'Intercession d'Ouglitch, s'établit dans la forêt, non loin de la Sloboda d'Alexandrov, dans une localité abandonnée à la suite de la guerre.
Les marchands locaux d'Alexandrov demandent au tsar Alexis Ier d'accorder l'autorisation au moine Hilarion, devenu higoumène Lucien en religion, de fonder un monastère de femmes dans la Sloboda d'Alexandrov réduite en ruine par les Polonais.
Selon la chronique monastique du monastère de femmes de la Dormition, le 15 avril 1650, le tsar Alexis Ier autorise Lucien à fonder le monastère. Lucien est le premier higoumène du monastère jusqu'à sa mort en 1654. Son successeur Corneille entreprend la construction des différents édifices nécessaires au fonctionnement du couvent. Les travaux se prolongèrent durant une vingtaine d'années.

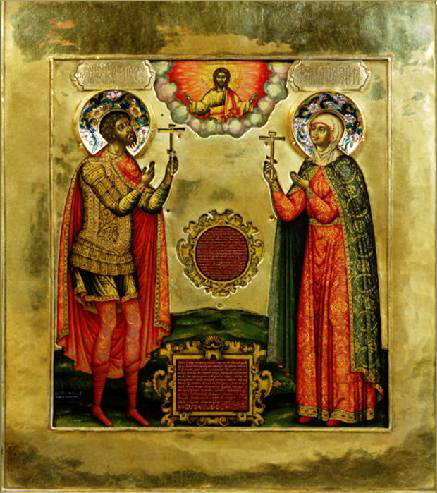
Icône de Saint Fiodor Stratilate. Contribution du tsar Fédor III et de la tsarine Agaphia Grouchetskaïa au monastère d'Alexandrov

Le tsar Fédor III et la tsarine Agaphia Grouchetskaïa, ajoutèrent aux registres de l'iconostase du monastère de la Dormition d'Alexandrov, une icône de saint Théodore le Stratilate et de la sainte martyre Agaphia.

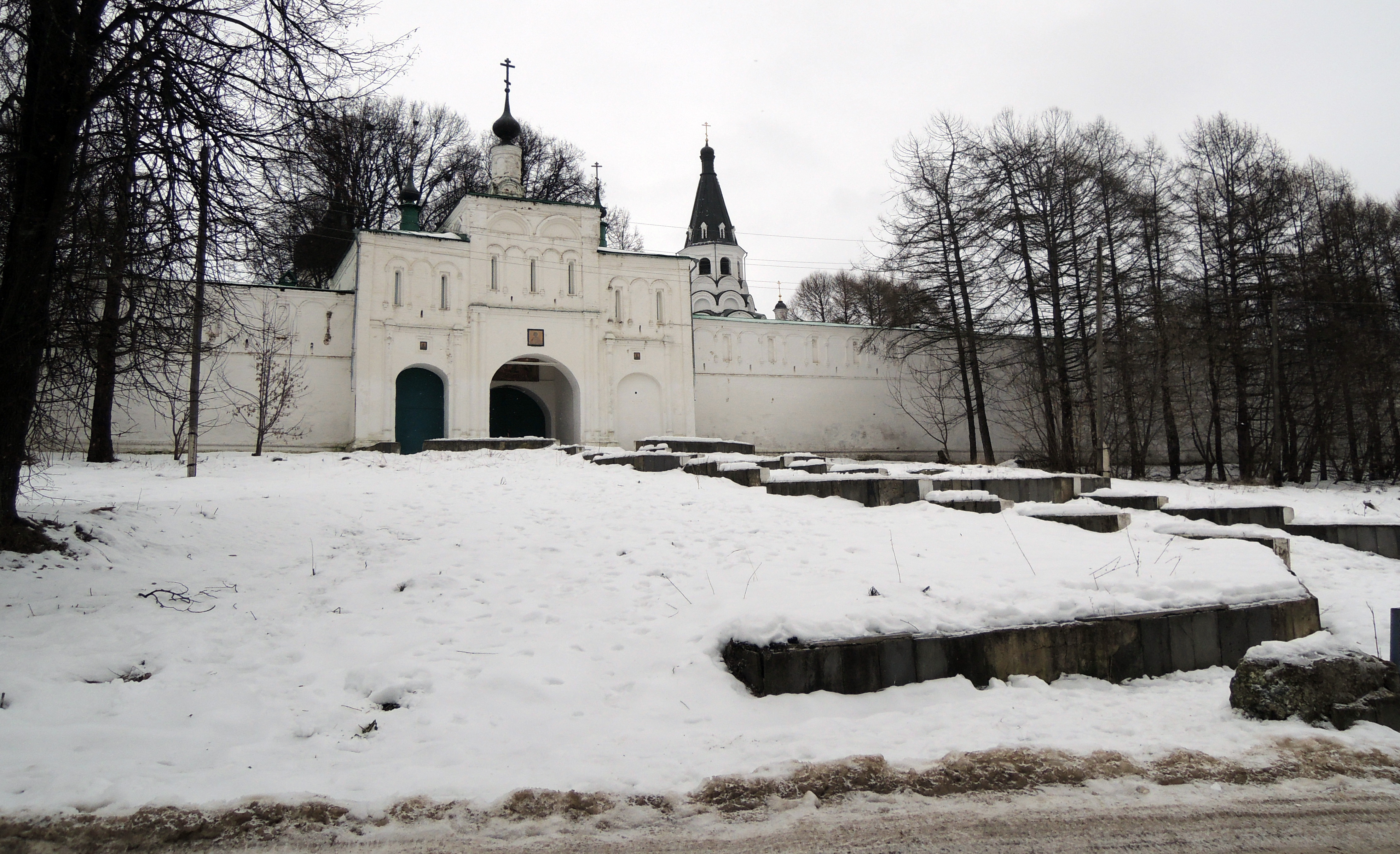
Église-porche de Théodore le Stratilate au monastère de la Dormition

Durant les années 1676—1677, sur décision de l'higoumène Corneille, est construite l'église-porche de Théodore le Stratilate en l'honneur du tsar Fédor III. Ce dernier fait don également au monastère trois moulins (dont un appartenait aux paysans de la sloboda d'Alexandrov). Il assigne également une dotation quotidienne en vivres et en argent, modeste mais fixe pour deux cents moniales. En 1670 les moniales ne sont qu'une centaine mais en 1682 elles sont deux cents. Le monastère sert également depuis cette époque de distillerie pour la cour du tsar.

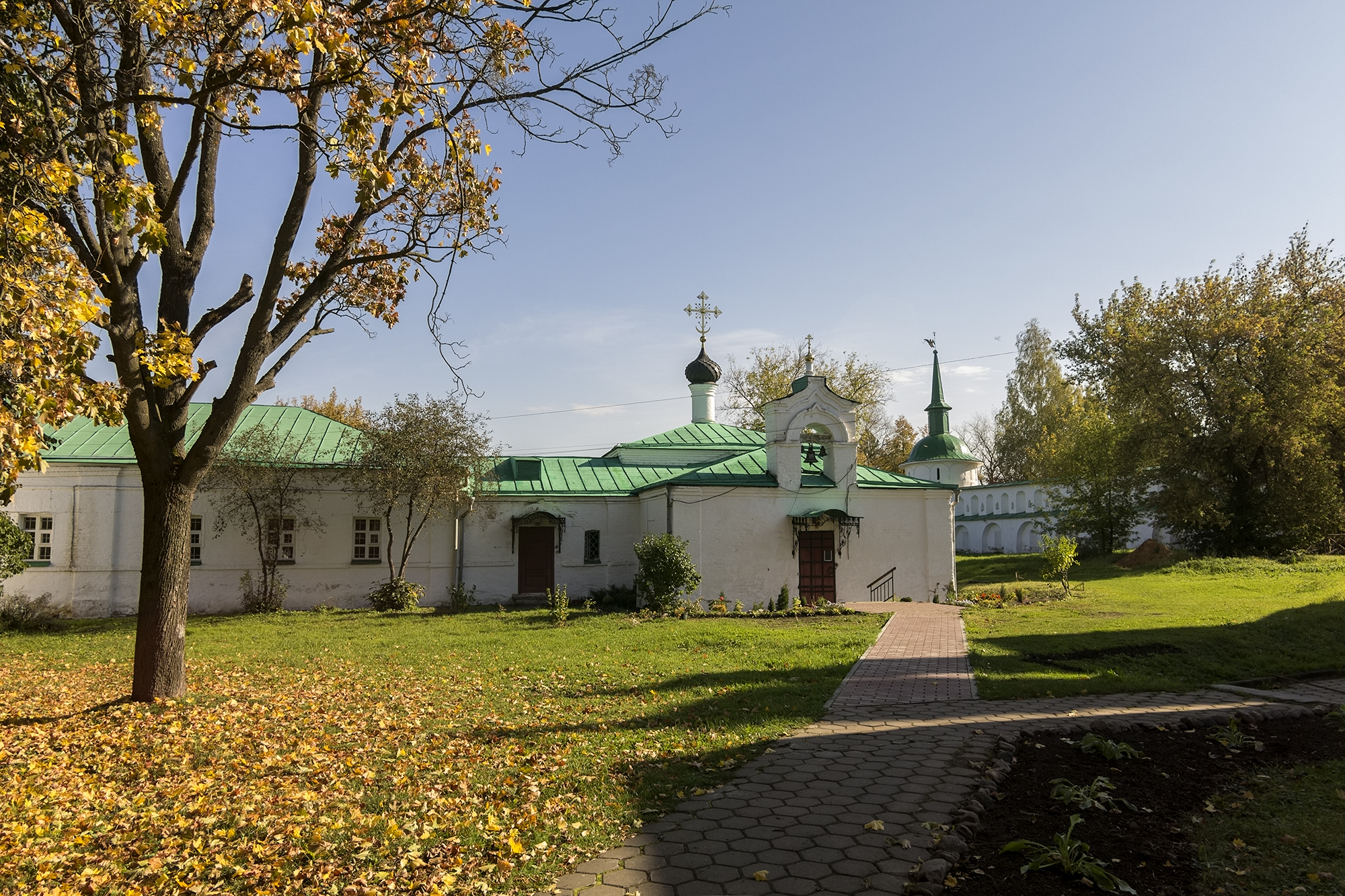
Église de la présentation de Jésus au temple au monastère d'Alexandrov

En 1689, une rumeur se répand, suivant laquelle la princesse Sophie Alexeïevna, avec l'appui des streltsy, projette d'organiser un coup d'État et d'assassiner Pierre Ier le Grand et sa mère Natalia Narychkina. Pierre Ier, qui n'a que 17 ans, est effrayé et s'enfuit avec sa première épouse Eudoxie Lopoukhine, abandonnant sa résidence de Moscou au début pour se rendre à la Laure de la Trinité-Saint-Serge, puis à la Sloboda d'Alexandrov. À la suite de Pierre Ier viennent le rejoindre également Joachim de Moscou et les régiments de fantassins et de cavalerie connus sous le nom de « Potechnye voïska » de Pierre Ier. En 1694, Natalia Narychkina offre au monastère de la Dormition une croix pectorale sur laquelle sont inscrits ces mots : « pour la santé de Pierre Ier et d ' Alexis Petrovitch de Russie fils aîné du tsar Pierre Ier ».

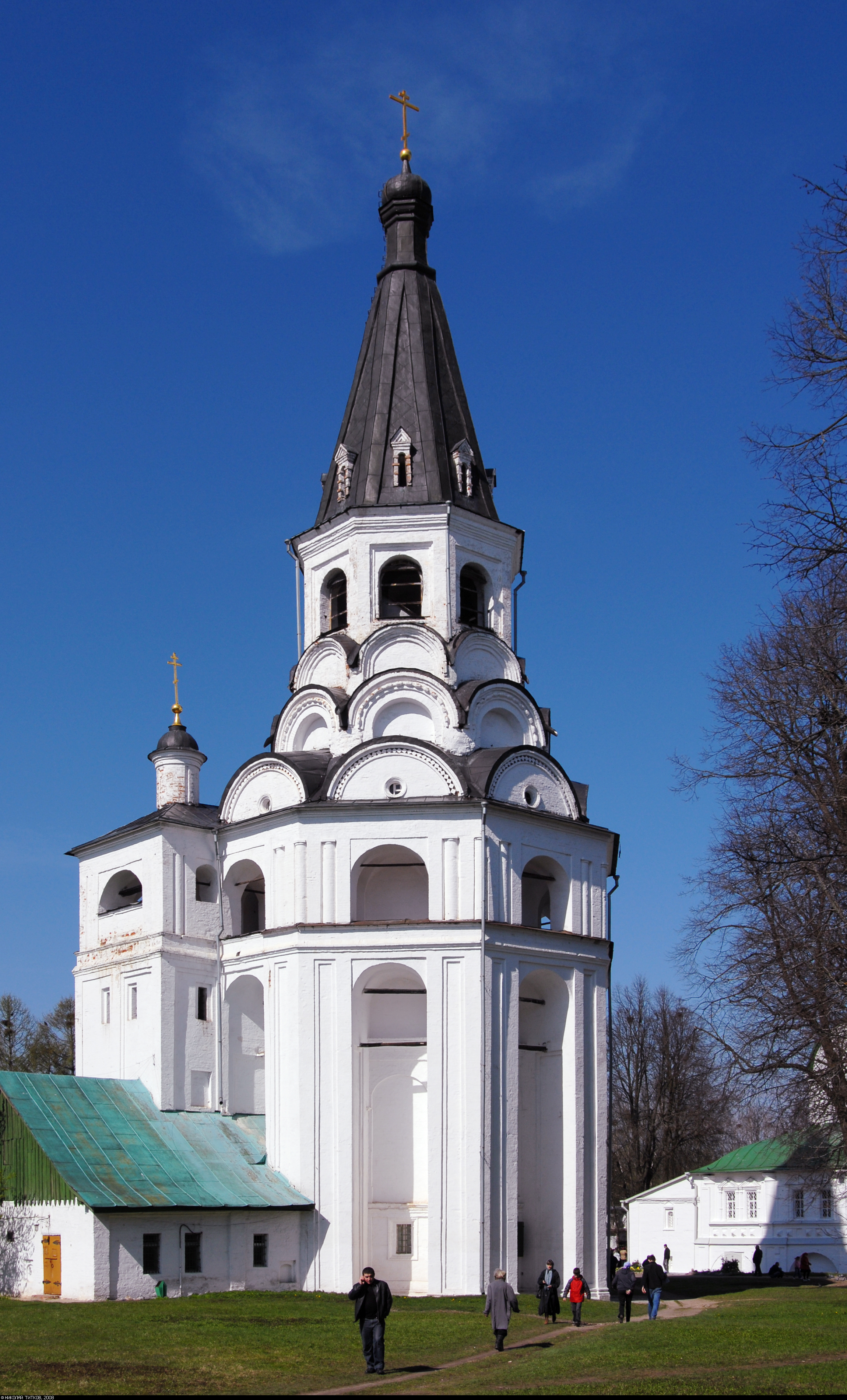
Église-clocher de la Crucifixion au monastère de la Dormition

En 1698, sur ordre du tsar Pierre Ier, l'église-clocher de la Crucifixion est élevée aux frais de sa demi-sœur Marthe Alekseevna. Cette dernière était impliquée dans la révolte des streltsy de 1698. Au monastère de la Dormition, Marthe prend le voile sous le nom de Marguerite. Elle vit dans les salles annexes de l'église-clocher de la Crucifixion jusqu'à sa mort en 1708. Des effets personnels lui appartenant y ont été conservés jusqu'à ce jour ainsi qu'un poêle en faïence et une icône intitulée « Le jugement dernier » (1696). Elle a été inhumée dans la petite église du XVIIe siècle de la Présentation de Jésus au Temple. Mais sa sépulture n'a pas été conservée jusqu'à nos jours.
En 1718, au monastère de la Dormition, est enfermée la première épouse de Pierre Ier soupçonnée d'avoir comploté contre lui, Eudoxie Lopoukhine. Elle sera également enfermée
ensuite au monastère de la Dormition de Staraïa Ladoga où elle finira ses jours.
Durant la période soviétique, la sloboda d'Alexandrov et le monastère sont utilisés comme musées.

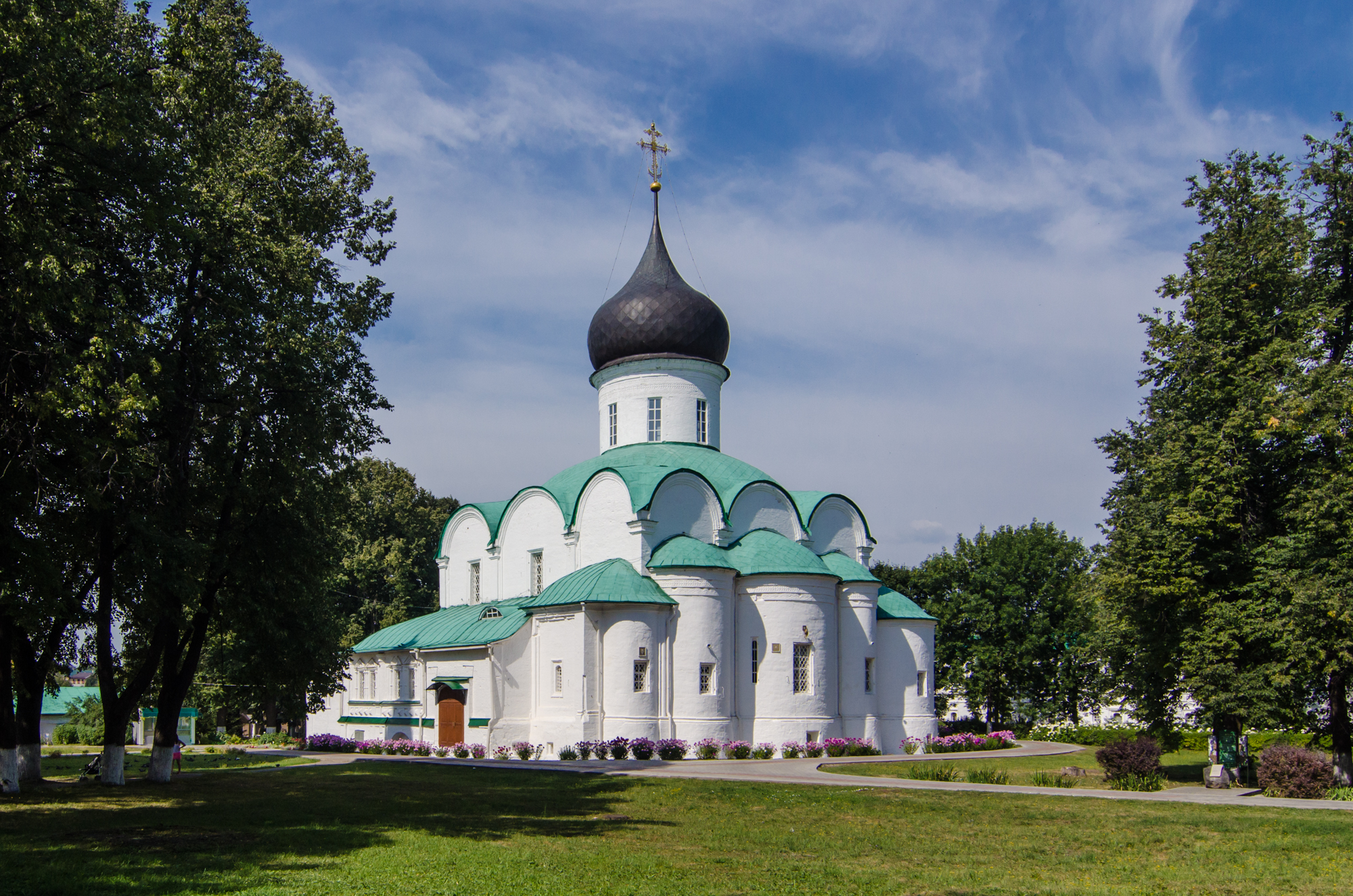
Cathédrale de la Trinité (Alexandrov)

### Période actuelle
Depuis 1991 on assiste à une renaissance du couvent avec la bénédiction de l'archevêque de Vladimir et Souzdal Eulogia (Smirnov). Aujourd'hui le territoire du kremlin d'Alexandrov est divisé en un musée-réserve «Sloboda d'Alexandrov» et un monastère de femmes de la Dormition.
En 2011, le 20e anniversaire de la renaissance du monastère a été fêtée avec faste.